# Right time, right place
Right time, right place is een studioalbum van Gary Burton en Paul Bley. Het bevat opnamen die de twee musici maakten in de studio van de Deense omroep op 29 maart 1990. Burton en Bley waren in Denemarken op verzoek van het Deense Jazz Center. Ieder speelde met zijn eigen ensemble, maar voor de plaatopname speelden ze slechts als duo. Bindende factor tussen Burton en Bley is jazzcomponiste Carla Bley. Burton speelde relatief vaak haar stukken en Paul Bley was haar man. Het album bevat solostukken voor vibrafoon (tracks 3 en 11) en piano (tracks 6, 7 en 8); de overige opnamen vormen de duetten.

## Musici
- Gary Burton – vibrafoon
- Paul Bley – piano

## Muziek
| Nr. | Titel                                               | Duur |
| --- | --------------------------------------------------- | ---- |
| 1.  | Ida Lupino (Carla Bley)                             | 9:13 |
| 2.  | Isn’t it romantic? (Lorentz Hart, Richard Rodgers)  | 6:04 |
| 3.  | Laura’s dream (Carla Bley)                          | 7:01 |
| 4.  | Carla (Paul Bley)                                   | 5:17 |
| 5.  | Olhos de Gato (Carla Bley)                          | 9:23 |
| 6.  | Alcazar (Paul Bley)                                 | 3:36 |
| 7.  | Rightly so (Paul Bley)                              | 3:34 |
| 8.  | Nothing to declare (Paul Bley)                      | 3:19 |
| 9.  | You don’t know what love is (Ron Raye, Gene DePaul) | 8:50 |
| 10. | Eidertown (Steve Swallow)                           | 5:32 |
| 11. | Turn out the stars (Bill Evans)                     | 6:24 |